# Rochokształtne
Rochokształtne (Rhinobatiformes) – wyróżniany czasem rząd ryb chrzęstnoszkieletowych (Chondrichthyes), przez większość współczesnych ichtiologów włączany do rajokształtnych.

## Systematyka
Do rochokształtnych zaliczono rodziny:
- Platyrhinidae
- Rhinobatidae – rochowate
- Zanobatidae